# Bernareggio
Bernareggio é uma comuna italiana da região da Lombardia, província de Monza e Brianza, com cerca de 8.291 habitantes. Estende-se por uma área de 5 km², tendo uma densidade populacional de 1658 hab/km². Faz fronteira com Ronco Briantino, Verderio Inferiore (LC), Carnate, Aicurzio, Sulbiate, Vimercate.

## Demografia
| Variação demográfica do município entre 1861 e 2011                               |
|                                                                                   |
| Fonte: Istituto Nazionale di Statistica (ISTAT) - Elaboração gráfica da Wikipedia |